# Lille Grandløse
Lille Grandløse er stednavnet for dels landsbyen af samme navn, der er placeret umiddelbart syd for Holbæk, dels for det sydlige parcelhuskvarter i Holbæk, der strækker sig fra Holbæks udkant til landsbyen Lille Grandløse. Landsbyen huser blandt andet kirken i Grandløse Sogn, (Grandløse Kirke) og har cirka 30 indbyggere. Bydelen Lille Grandløse har cirka 500 indbyggere.